# Acanthaecites
Acanthaecites – rodzaj amonita z rzędu Ammonitida.
Żył w okresie jury (kelowej).